# Образни живац
Образни живац (лат. nervus buccalis) је сензитивна грана доњовиличног нерва, која се одваја од његове предње завршне гране и настаје из кратког заједничког стабла са предњим дубоким слепоочним живцем. Пружа се хоризонтално упоље испод крова инфратемпоралне јаме и пролази између снопова спољашњег криластог мишића. Након тога, образни живац се простире косо унапред преко површинске стране образног мишића.
Завршне гране живца се деле на: спољашње или кожне и унутрашње или слузокожне. Прве инервишу кожу образа, а друге се пробијају кроз влакна образног мишића и оживчавају слузокожу образа и један део десни доње вилице.